# エスタディオ・ラティーノアメリカーノ
エスタディオ・ラティーノアメリカーノ（Estadio Latinoamericano）は、キューバの首都ハバナにあるスタジアム。1946年にオープンして以来、主に野球に使用されており、キューバ国内野球リーグセリエ・ナシオナル・デ・ベイスボル所属の名門チーム、レオネス・デ・インダストリアレスの本拠地である。ラテンアメリカの野球場の中では最大の収容人数55,000人を誇る。
ボビー・マドゥーロが約200万ドルを出して構築を支援し、1946年10月26日に開場した。当初はグラン・エスタディオ・デ・ラ・アバーナ（Gran Estadio de La Habana）の名称で呼ばれた。1954年創設のマイナーリーグのハバナ・シュガーキングスが本拠地球場として使用していた。1961年にプロリーグリーガ・クバーナ・デ・ベイスボルが廃止され、球場の名称も現在のものに変更された。
1956年にはフルヘンシオ・バティスタ政権の独裁に反対してホセ・アントニオ・エチェベリア率いる学生デモが行われた場所でもある。人気ダンサーの公演やボクシングの試合を含む、多様な目的に利用されている。1971年に改修され、55,000人の観客を収容することが可能になった。
1999年3月28日にボルチモア・オリオールズ対キューバ代表の親善試合が開催され、フィデル・カストロ国家評議会議長がボルチモア・オリオールズのピーター・アンジェロスオーナーとMLBのバド・セリグコミッショナーの間に座り、ボックス席で観戦した。